# 마하 살바도르
마하 살바도르(Maja Salvador, 1988년 10월 5일 ~ )는 필리핀의 배우이다. 2012 가와드 우리안상 여우주연상 수상자이다.

## 출연 작품
- 델마 (2011)
- 원 모어 찬스 (2007)